# Mikel Vesga
Mikel Vesga Arruti (Vitoria-Gasteiz, 21 mei 1993) is een Spaans voetballer die doorgaans als centrale middenvelder speelt. Hij sloot in 2016 aan in het eerste elftal van Athletic Bilbao.

## Clubcarrière
Vesga verruilde in 2013 Aurrerá Vitoria voor Deportivo Alavés B. Een jaar later trok hij naar Bilbao Athletic, waarmee hij in 2015 naar de Segunda División promoveerde. In twee seizoenen maakte de middenvelder vier doelpunten in 79 competitieduels voor het tweede elftal van Athletic Bilbao. Op 21 augustus 2016 debuteerde hij in La Liga in de uitwedstrijd tegen Sporting Gijón. Hij viel na 75 minuten in voor Mikel San José.